# هولناک‌سر
هولناک‌سر (نام علمی:Pelorocephalus) نام یک سرده از راسته بریده‌مهرگان است.